# جيمس موريسون (عازف كمان)
جيمس موريسون (بالإنجليزية: James Morrison)‏ هو عازف كمان ‏ أمريكي، ولد في 3 مايو 1891، وتوفي في 1947.

## وصلات خارجية
- جيمس موريسون على موقع ميوزك برينز (الإنجليزية)
- جيمس موريسون على موقع ديسكوغز (الإنجليزية)